# Głos Karmelu
Głos Karmelu – dwumiesięcznik o charakterze formacyjnym. Każdy numer stanowi odsłonę tematu rocznego.

## Historia czasopisma
„Głos Karmelu” w latach największego rozkwitu (1929–1932) osiągał nakład 12 000 egzemplarzy.
Zgodnie z założeniami, „Głos Karmelu” starał się "pobudzać czytelników do postępu w modlitwie, cnocie i świętości oraz jednoczyć ich węzłem braterstwa w jednej rodzinie karmelitańskiej pod opieką Matki Bożej Szkaplerznej". Jego celem było także ukazywanie tego, co składa się na obraz "wewnętrznego i zewnętrznego życia Zakonu oraz Stowarzyszeń Karmelitańskich".
Przed wojną „Głos Karmelu” docierał do wielu regionów Polski (m.in. krakowskiego, śląskiego, warszawskiego, łódzkiego, wołyńskiego, wielkopolskiego, tarnowskiego, podlaskiego, lwowskiego, lubelskiego, wileńskiego, pomorskiego, stanisławowskiego), a także do Ameryki Północnej i Niemiec.
Obecnie jest dostępny na terenie całego kraju, w księgarniach katolickich, w salonach Empik oraz w prenumeracie.

## Wybrane daty
- 13 maja 1927 – Rada Prowincjalna Karmelitów Bosych jednogłośnie przyjęła projekt wydawania miesięcznika pt. „Głos Karmelu”, powołując na urząd redaktora i dyrektora Wydawnictwa o. Józefa od Matki Bożej z Góry Karmel (Jana Prusa).
- 5 lipca 1927 – Ojciec Wilhelm od św. Alberta (Lechner), generał zakonu, zatwierdził powstanie miesięcznika i jego redakcję.
- 20 lipca 1927 – W uroczystość św. Eliasza ukazał się drukiem pierwszy zeszyt „Głosu Karmelu”, wydany z okazji koronacji obrazu Matki Bożej Ostrobramskiej w Wilnie.
- 1936 – Ojciec Bernard od Matki Bożej (Smyrak) zainicjował wydawanie Kalendarza „Głosu Karmelu”, który m.in. popularyzował wydawane czasopismo. Kalendarze ukazywały się w latach 1937–1941, tj. do chwili likwidacji „Głosu Karmelu” przez hitlerowców. Ostatni z nich został wydany jako numer świąteczny „Głosu Karmelu” w roku 1940.
- 24 października 1939 – Gubernator Hans Frank wydał zakaz wszelkich publikacji, wydawania i sprzedawania książek. Na dalsze publikowanie „Głosu Karmelu” pozwolono dzięki staraniom o. Pawła Guta.
- 1940 – Pomimo wydanego w listopadzie zarządzenia władz okupacyjnych o całkowitym zakazie publikacji książek i czasopism, Wydawnictwu udaje się wydrukować jeszcze numer „Głosu Karmelu” na miesiąc luty 1941. Jest to wydanie konspiracyjne w rekordowym nakładzie 40 000 egzemplarzy.
- 1941 – Zgłoszony oficjalnie marcowy numer „Głosu Karmelu” został kategorycznie odrzucony przez władze hitlerowskie. Oznaczało to zniesienie wydawania miesięcznika aż do końca wojny.
- 3 listopada 1945 – Zezwolenie Centralnego Biura Kontroli Prasy, Publikacji i Widowisk w Warszawie na druk „Głosu Karmelu” w nakładzie 3000 egzemplarzy.
- Luty 1946 – Ukazuje się pierwszy numer czasopisma po II wojnie światowej.
- 1946 – Debiut poetycki Karola Wojtyły, w numerach 1,2 i 3 „Głos Karmelu” publikuje „Pieśń o Bogu ukrytym”.
- Lipiec 1952 – Likwidacja „Głosu Karmelu” przez władze komunistyczne.
- Styczeń 2005 – Po 52 latach przerwy zostaje wznowione wydawanie „Głosu Karmelu”. Czasopismo ukazuje się jako dwumiesięcznik.

## Treść
Każdy numer „Głosu Karmelu” zawiera następujące działy:
- Z Biblią w dzień i w nocy
- Duchowa tradycja Karmelu
- Spotkanie
- Poradnik św. Teresy
- Życie liturgiczne Kościoła
- Karmel i młodzi
- W sercu Kościoła
- Szkoła modlitwy
- Lektura
- Ikony
- Raptularz mistyczny, czyli okruchy ocalone